# Surfside
Surfside è un comune degli Stati Uniti d'America situato nella parte settentrionale della Contea di Miami-Dade dello Stato della Florida. Rappresenta l'estensione verso nord di Miami Beach, confinando a sud con il suo quartiere di North Beach.
Secondo le stime del 2011, la città ha una popolazione di 5.879 abitanti su una superficie di 2,50 km².